# 25 Dywizja Piechoty (LWP)
25 Dywizja Piechoty (25 DP) – związek taktyczny piechoty ludowego Wojska Polskiego.
Dywizja sformowana została na podstawie rozkazu Nr 0043/Org. Ministra Obrony Narodowej z 17 maja 1951. Organizowana była według etatów dywizji piechoty typu B „konna mała”. Jej sztab stacjonował w Siedlcach. Wchodziła w skład 9 Korpusu Piechoty. Rozkazem Nr 0079 /Org. Ministra Obrony Narodowej z 20 listopada 1952 została rozformowana. Obowiązki dowódcy dywizji pełnił płk Leon Gregorowicz .

## Skład i rozmieszczenie
| Nazwa jednostki                        | Miejsce stacjonowania |
| -------------------------------------- | --------------------- |
| Dowództwo 25 Dywizji Piechoty          | Siedlce               |
| 77 pułk piechoty                       | Włodawa               |
| 80 pułk piechoty                       | Biała Podlaska        |
| 83 pułk piechoty                       | Chełm                 |
| 132 pułk artylerii lekkiej             | Siedlce               |
| 61 dywizjon artylerii przeciwpancernej | Siedlce               |
| 33 dywizjon artylerii przeciwlotniczej | Siedlce               |
| 72 batalion saperów                    | Siedlce               |
| 46 batalion łączności                  | Siedlce               |
| 38 kompania obrony przeciwchemicznej   | Siedlce               |
| pluton zwiadu                          | Siedlce               |
| pluton samochodowy                     | Siedlce               |

W 1952 podporządkowano dowódcy 25 Dywizji Piechoty 45 pułk piechoty ze składu 3 Dywizji Piechoty, a przekazano do 3 DP 83 pułk piechoty.